# 巴什肯德

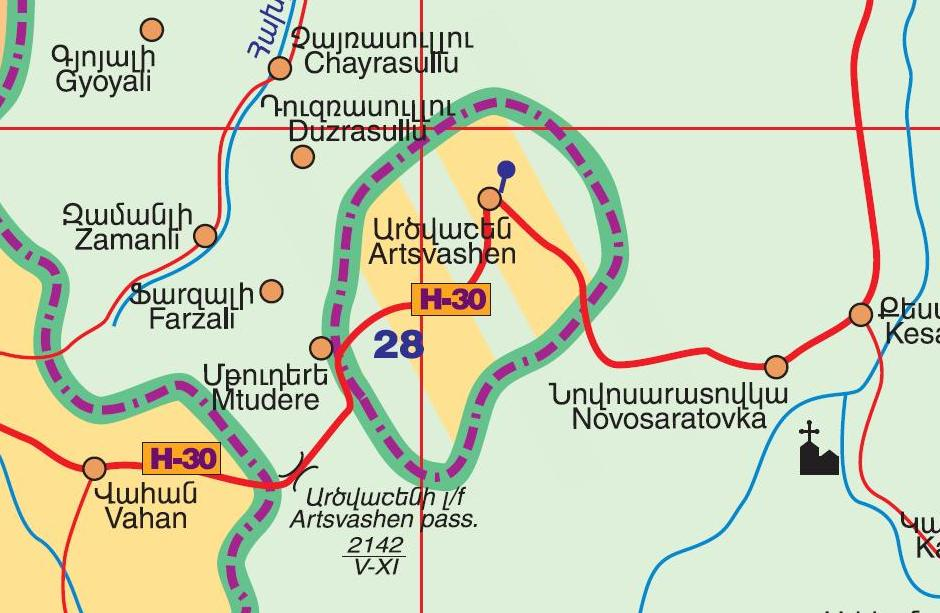
飞地位置圖

阿尔茨瓦申（羅馬化：Artsvashen，直译：鹰村），阿塞拜疆称巴什肯德，是亚美尼亚格加爾庫尼克州被阿塞拜疆包围的一块飞地，面积40平方公里。最初和苏维埃亚美尼亚本土相连，后被苏维埃阿塞拜疆包围，自1992年双方冲突以来为阿塞拜疆占领，行政上属于凯达贝克区，当地亚美尼亚人已被驱逐。